# 카니카 카푸르
카니카 카푸르(힌디어: कनिका कपूर, 1978년 8월 21일 ~ )는 인도의 플레이백 싱어이다.